# 郭正堂
郭正堂（1964年—），出生于山西省应县，中国地质学家。

## 生平
1983年毕业于北京大学地貌学与第四纪地质学专业，次年公派赴法国留学。1985年在法国获得波尔多大学第四纪学院获硕士学位，1990年获得巴黎第六大学环境地质系土壤学获博士学位。1991年起在中国科学院地质研究所工作，现为研究员。
主要从事新生代地质-环境与过去全球变化研究。